# 로버트 개릿
로버트 S. "밥" 개릿(영어: Robert S. "Bob" Garrett, 1875년 5월 24일 ~ 1961년 4월 25일)은 미국의 육상 선수이다. 그는 근대 올림픽의 원반던지기와 포환던지기 종목에서 첫 우승자가 되었다.

## 생애
메릴랜드의 볼티모어의 부유한 가정에서 태어난 개릿은 프린스턴 대학교에서 공부를 했다. 그는 대학교 육상 선수 중에서 독보적인 실력을 뽐냈으며 3학년과 4학년 때 프린스턴 트랙경기부의 주장을 맡았다. 개릿은 원래 포환던지기 선수였으나 점프 관련 종목에도 참가했다. 그가 1896년에 첫 근대 올림픽에 나가기로 결심했을 때 윌리엄 밀리건 슬론 교수는 그에게 원반던지기에도 참가해보라고 권유했다.
그들은 고대 원반에 대해 생각해보았으며 개럿은 원반을 만들기 위해서 대장장이를 고용했다. 원반은 30파운드(14kg)가까이 나갔으며 던지기조차 힘들었다. 결국 그는 원반던지기를 단념해야했다. 개릿은 아테네에서 열리는 올림픽에 참가하기 위해 그를 포함한 친구 3명의 차비(100m에서 3위를 한 프랜시스 레인, 400m에서 2위를 한 허버트 제미슨 장대높이뛰기에서 2위를 한 알버트 타일러)를 내주었다. 그리스에 도착해서 실제 원반의 무게는 5파운드도 안 된다는 것을 알았을 때 그냥 재미삼아서 이 종목에 참가하기로 했다.

## 1896년 하계 올림픽
그리스 선수의 자세는 교과서 같았다. 던질 때마다 정교하고 아름다웠다. 개럿은 그의 오른팔에 원반을 감싸쥐고 혼자서 빙글빙글돌아서 16파운드짜리 해머를 던질 때와 같은 힘으로 원반을 던졌다. 개럿의 1, 2차 시도는 형편없었다. 땅에서 수평으로 날아가는 대신에 뒤집히면서 날아갔고 어떤 관중을 거의 맞힐 뻔했다. 관중들은 그의 시도를 비웃었으며 개럿은 즐기기 위해 참가했다. 하지만 그는 마지막 시도 때 그리스의 파나기오티스 파라스케보풀로스가 날린 원반보다 약 20cm가 더 날아가서 29.15m를 기록, 우승을 차지했다.
미국의 관중인 버튼 홈즈는 이렇게 기억하고 있다. "우리 모두는 멍하니 있었습니다. 그리스는 자신들의 국기(國技)를 다른 나라에게 내준 것입니다. 그들은 미국인의 고급 기술과 용기에 압도당했으며 그들이 한 번도 보지 못한 경기에서 초자연적인 힘을 내서 무적 수준의 기술을 뽐낸 선수에게 당했다고 생각했습니다." 제임스 코놀리의 주장에 따르면 '5개의 트랙 경기를 미국 선수가 쓸어갔으며 외부 연습을 하루도 할 수 없었는데 전의 그 사건 때문이다.'라고 했다.
개럿은 포환던지기에서도 11.22m를 기록해서 우승을 했으며 높이뛰기에서는 1.65m로 제임스 코놀리와 함께 공동 2위를 차지했다. 멀리뛰기에서도 6.00m를 뛰어서 2위를 차지했다.

## 1900년 하계 올림픽
1900년 하계 올림픽에도 참가한 개릿은 포환던지기와 제자리 세단뛰기에서 3위를 차지했다. 포환던지기에서 획득한 동메달은 특히 인상깊었는데 개릿은 예선전을 통과하고도 결선이 일요일이란 이유로 참가하기를 거절했다. 그러나 예선전 성적이 너무 좋아서 3위를 차지했다. 그는 원반던지기에도 다시 참가했지만 코스가 엉망이어서 그가 원반을 던지는 족족 나무에 맞아서 기록 측정이 불가능했다.
개릿은 1897년에 미국 대학 스포츠 연맹이 주관한 대회에서 포환던지기 1위를 기록했다.
또한 개릿은 줄다리기 선수였으나 6명의 선수 중 3명이 그날 열린 해머던지기에 참가해서 줄다리기에 참가할 수 없었다.